# Aviano flygbas
Aviano flygbas (IATA: AVB, ICAO: LIPA) (italienska: Base aerea di Aviano, engelska: Aviano Air Base) är en flygbas i Italien som sedan 1954 administreras av USA:s flygvapen, belägen i Friuli-Venezia Giulia. Den ligger i Aviano kommun, nära italienska Alperna och cirka 15 kilometer från Pordenone.
Den amerikanska förbanden på basen ingår i United States Air Forces in Europe.
Den användes som bas vid Natos flygbombningar av Jugoslavien 1999.

### Fotnoter
1. ↑  ”Nato inledde tredje anfallsvåg efter "utmärkt början"” (på svenska). Aftonbladet. 26 mars 1999. http://wwwc.aftonbladet.se/nyheter/9903/26/nato2.html. Läst 6 juni 2016.